# Пономарёв, Виктор Семёнович
Ви́ктор Семёнович Пономарёв (8 мая 1924, Горловка, Донецкая губерния, Украинская ССР, СССР — 27 июня 1972, Кострома, СССР) — советский футболист, защитник, нападающий, тренер. Мастер спорта СССР (1949). Участник Великой Отечественной войны. Награждён медалью «За победу над Германией в Великой Отечественной войне 1941—1945 г.г.».

## Биография
Младший брат Александра Пономарёва. В чемпионате СССР играл за московские команды ВВС (1945—1948), «Торпедо» (1949—1950) — в финале Кубка СССР 1949 против «Динамо» Москва (2:1) забил победный гол, ЦДСА (1951—1952). За армейцев провёл одну игру — 28 июня 1951 года в гостевом матче против горьковского «Торпедо» (5:0) вышел на замену и забил четвёртый гол. В 1953 году был в составе МВО. Карьеру игрока завершил в 1954 году в «Шахтёре» Сталино.
Работал старшим тренером в командах «Шахтёр» Кадиевка (1959), «Металлург» Запорожье (1957—1958), «Шинник» Ярославль (1959—1962, 1965—1966), «Шахтёр» Караганда (1963), «Спартак» Кострома (1967—1968, 1972), «Рассвет» Красноярск (1969), «Алга» Фрунзе (1971).
Погиб при невыясненных обстоятельствах 27 июня 1972 года в 48 лет.